# Sipsa tritoma
Sipsa tritoma är en fjärilsart som beskrevs av Diakonoff 1955. Sipsa tritoma ingår i släktet Sipsa och familjen plattmalar. Inga underarter finns listade i Catalogue of Life.